# تخت سلیمان، قرقیزستان
تخت سلیمان کوهی است در شهر اوش در قرقیزستان . این کوه تنها میراث جهانی یونسکو در این کشور است.
این محل در سی‌وسومین نشست یونسکو در فهرست میراث جهانی ثبت شد. یونسکو تخت سلیمان را به عنوان میراث ارزشمند فرهنگی در فهرست میراث جهانی قرارداد و خواستار کمک سازمان‌های بین‌المللی برای حفظ این اثر تاریخی شد. 

## پیشینه
اوش شهری در جنوب قرقیزستان، در درهٔ باستانی فرغانه، مرکز استان اوش در قرقیزستان است. این شهر در ارتفاع ۸۷۰ تا ۱٬۱۰۰ متری از سطح دریا، بر کران رود آق‌بورا که از دامنه‌های کوه آلای سرچشمه می‌گیرد، نهاده شده‌است. وامبری، خاورشناس مجاری نام دیگر اوش را تخت سلیمان یاد کرده و گفته‌است هر ساله شمار فراوانی زایر به آنجا روی می‌آورند. گویا این همان بنای یادبودی است که اسکندر مقدونی در اوش، واپسین نقطه از متصرفات خاوری‌اش را برپا کرد. در کوه «تخت سلیمان» چندین اثر تاریخی، از جمله نقش‌ها و کتیبه‌های متعدد سنگی کشف شده‌است. در قلب این کوه مسجدی وجود دارد که حفر آن را به دوران بابر منسوب می‌دانند که به دستور حزب کمونیست شوروی سابق منهدم شد و پس از فروپاشی شوروی، بار دیگر از طرف مردم منطقه بازسازی شد. هم‌چنین در این کوه اتاقی وجود دارد که مردم آن را «حجرهٔ بابُر» نامیده و معتقدند که بابُر ضمن تردد از این مسیر در محل تخت سلیمان توقف داشته‌است.